# Warszawskie Targi Książki
Warszawskie Targi Książki – impreza targowa o charakterze międzynarodowym, poświęcona książce. W 2010 roku miała miejsce pierwsza edycja targów w PKiN (Pałac Kultury i Nauki), które odbywają się cyklicznie w maju. W latach 2013–2019 zostały one przeniesione na PGE Narodowy (Stadion Narodowy), a w latach 2021–2022 impreza odbywała się ponownie w PKiN i przed Pałacem.

## Charakterystyka
Warszawskie Targi Książki to największe targi książki w Polsce. W jubileuszowych 10. Warszawskich Targach Książki (2019 rok) i towarzyszących im 13. Targach Książki Akademickiej i Naukowej ACADEMIA udział wzięło 807 wystawców z 27 krajów, ponad 1038 autorów i 80 400 publiczności. Przez cztery dni Targów odbyło się 1 500 wydarzeń dla czytelników i branży: spotkań, dyskusji, debat, prezentacji nowości wydawniczych i bestsellerów, konkursów, atrakcji literacko-artystycznych i wystaw. W 2022 roku w targach wzięło udział 500 wystawców z 13 krajów i około 80 000 osób.
W 2020 roku targi zostały odwołane ze względu na trwającą pandemię i utworzenie szpitala tymczasowego na PGE Narodowym.
W 11. edycja targów w 2021 roku została przeniesiona z PGE Narodowego na plau Defilad przed Pałacem Kultury i Nauki. W 2022 roku odbyły się targi pod nazwą Targi Książki w Warszawie i była ta ostatnia impreza pod szyldem takim szyldem. Od 2023 roku targi wrócą do nazwy Międzynarodowe Targi Książki.
Organizatorem Warszawskich Targów Książki jest spółka Targi Książki Sp. z o.o., powołana do życia 9 marca 2010 roku z inicjatywy grupy polskich wydawców. Założycielami spółki zostały: wydawnictwo Bellona, Firma Księgarska Jacek Olesiejuk, Wydawnictwo Jeden Świat, Oficyna Edytorska Ezop, Oficyna Wydawnicza „Rytm”, Towarzystwo Autorów i Wydawców Prac Naukowych „Universitas”, Wydawnictwo BoSz, Wydawnictwo „Poligraf”, Wydawnictwo Salezjańskie, Zysk i S-ka, Wydawnictwo Sonia Draga.
Branżę targową w gronie wspólników spółki Targi Książki reprezentuje i spółka Murator Expo.
Tematyka targów: literatura piękna, beletrystyka, literatura dla dzieci i młodzieży, książki naukowe, podręczniki szkolne i akademickie, literatura popularnonaukowa, encyklopedie, albumy, słowniki, leksykony, atlasy, poradniki i przewodniki, książka artystyczna, komiksy, fantastyka, gazety i czasopisma, książki audio, e-booki, e-prasa, multimedia.
W trakcie targów odbywa się także doroczny Festiwal Komiksowa Warszawa.

## Galeria

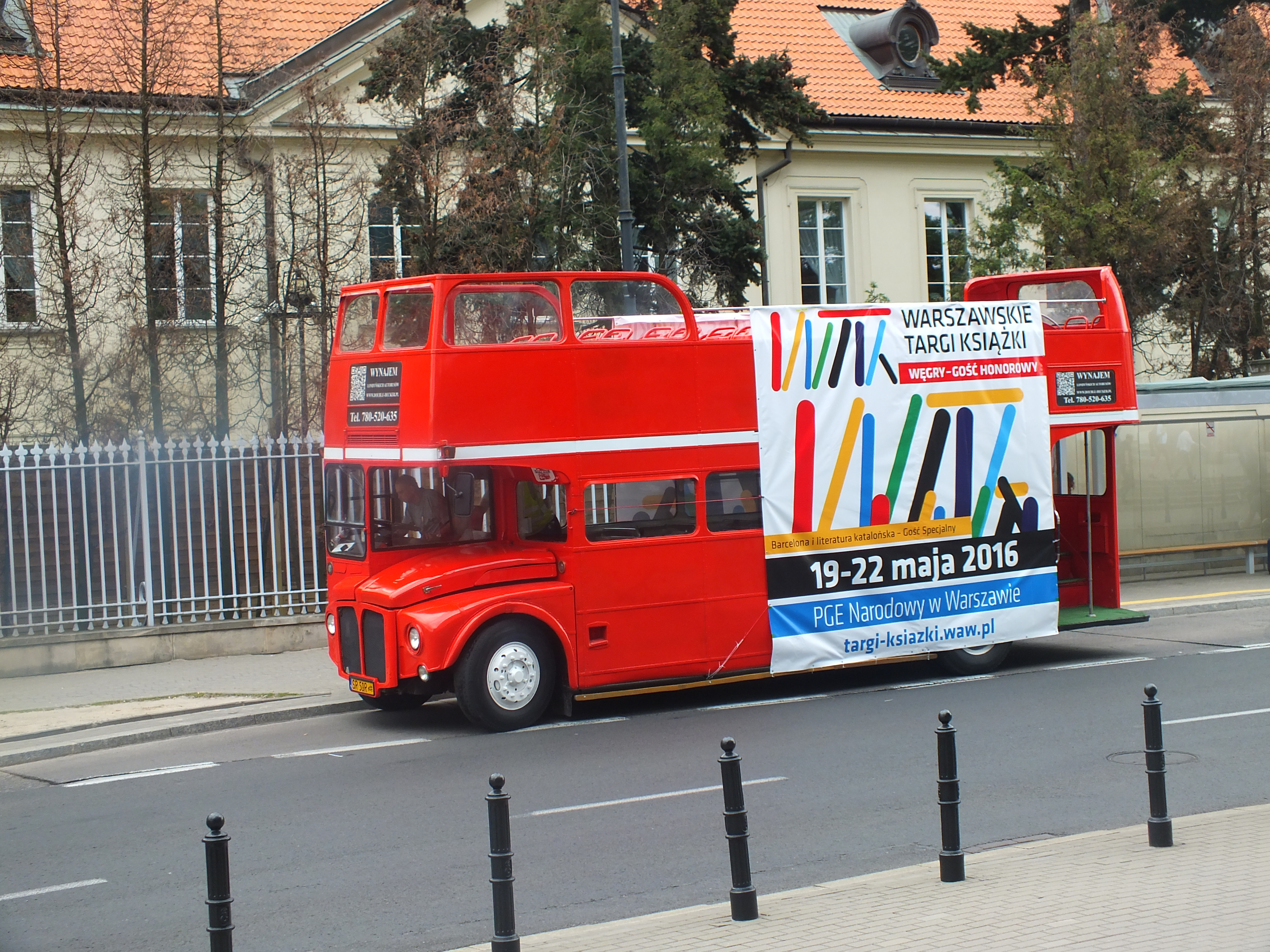
Promocja targów na ulicach Warszawy - 2016